# Le Puy Foot 43 Auvergne
Le Puy Foot 43 Auvergne es un equipo de fútbol de Francia que juega en el Championnat National, la tercera división de fútbol en el país.

## Historia
Fue fundado en el año 1903 en la ciudad de Le Puy-en-Velay con el nombre AS Le Puy, y han cambiado de nombre en varias ocasiones, las cuales han sido:
- 1903-74:AS Le Puy
- 1974-1991:CO Le Puy
- 1991-92:SCO Le Puy
- 1992-2009:USF Le Puy
- 2009-hoy:Le Puy Foot 43 Auvergne tras fusionarse con el AS Taulhac

La etapa más exitosa del club ha sido la década de los años 1980s, en donde militó por 5 temporadas en la Ligue 2 (segunda división) entre 1984 y 1989.

## Palmarés
- Championnat National 2: 2

2018/19, 2024/25
- CFA - Grupo F: 1

1979
- Liga de Auvergne: 5

1974, 1978, 1998, 2004, 2010

## Jugadores

### Jugadores destacados
| - Carlos Acosta - Frédéric Antonetti - Jean-Sylvestre Auniac - Pépin Bakekolo - Hugo Bargas | - Philippe Burgio - Christophe Chaintreuil - Jean-Paul Chenevotot - Jean-Philippe Faure - Philippe Guillemet | - Juan Herrero - Jean-Luc Lemonnier - Philippe N'Dioro - Jean-Jacques N'Domba - Maurice Bouquet |